# Ilana Kratysch
Ilana Kratysch (* 6. Juli 1990) ist eine israelische Ringerin. Sie wurde 2013 Vize-Europameisterin in der Gewichtsklasse bis 67 kg Körpergewicht.

## Werdegang
Ilana Kratysch ist die Tochter russischer Einwanderer nach Israel. Sie kam am 6. Juli 1990 eine Stunde nach dem Anlegen ihres aus der Sowjetunion kommenden Schiffes in Israel zur Welt. Die Familie ließ sich in Haifa nieder, wo sie noch heute wohnt. Ilana kam als Jugendliche zunächst zum Judo, weil ihr Vater Judotrainer ist. Während ihrer Armeezeit wechselte sie jedoch zum Ringen. Da sie zu diesem Zeitpunkt für eine Ringeranfängerin schon relativ alt war, dauerte es natürlich sehr lange, bis sie in die internationale Spitzenklasse hineinwuchs.
Sie bestritt ab 2007 internationale Meisterschaften und erreichte dabei als beste Platzierung bei der Junioren-Europameisterschaft 2008 in Kosice in der Gewichtsklasse bis 59 kg und bei der Junioren-Europameisterschaft 2010 in Samokow/Bulgarien in der Gewichtsklasse bis 63 kg jeweils den 5. Platz. 2008 nahm sie in Tampere auch erstmals an einer internationalen Meisterschaft bei den Damen teil. In der Gewichtsklasse bis 59 kg erreichte sie dabei den 10. Platz. Bessere Platzierungen erreichte sie bei den internationalen Meisterschaften bis zum Jahre 2011 nicht. Meist schied sie sogar schon oft nach einem verlorenen ersten Kampf aus. Bei der Europameisterschaft 2012 in Belgrad kam sie in der Gewichtsklasse zu ihrem ersten Sieg. Sie schlug Irene Garcia Garrido aus Spanien und belegte bei dieser Meisterschaft den 9. Platz.
Die Qualifikation für die Olympischen Spiele 2012 in London schaffte sie nicht. Nach der Weltmeisterschaft 2012, die im September dieses Jahres in Strathcona County/Kanada stattfand und bei der sie den 10. Platz belegte, konnte sie mit Hilfe ihres Vaters und einiger Sponsoren einen Unterstützungsvertrag mit dem kanadischen Ringerverband abschließen. Sie trainierte danach fünf Monate lang mit der kanadischen Nationalmannschaft der Frauen im Montreal YMHA Wrestling Club mit den Trainern Victor Zilberman und Martine Dugrenier.
Die Erfolge dieser Maßnahme zeigten sich sofort. Ilana Kratysch gewann seither fünf Turniere und besiegte dabei im Januar 2013 im Finale der Guelph-Open die amtierende Weltmeisterin in der Gewichtsklasse bis 63 kg Elena Piroschkowa aus den Vereinigten Staaten. Nach Europa zurückgekehrt, nahm sie an der Europameisterschaft 2013 in Tiflis teil und wurde dort mit Siegen über Dschanan Manolowa, Bulgarien und Aline Focken, Deutschland und einer Niederlage im Finale gegen Alina Stadnyk-Machynja aus der Ukraine, Vize-Europameisterin.
Im Juni 2013 weigerte sich die ägyptische Ringerin Enas Mostafa, Kratysch beim Grand-Prix-Turnier in Sassari die Hand zu geben. Während des Kampfes brach sie Kratysch zwei Finger und biss ihr in den Rücken, bis sie blutete.
Wiederhergestellt nahm Ilana Kratysch bei der Weltmeisterschaft im September 2013 in Budapest teil. Dort startete sie in der Gewichtsklasse bis 72 kg Körpergewicht. Sie verlor dort aber gleich ihren ersten Kampf gegen die Japanerin Hiroe Suzuki. Da diese das Finale nicht erreichte, schied sie aus und kam nur auf den 24. Platz.

## Internationale Erfolge
| Jahr | Platz | Wettbewerb                                    | Gewichtsklasse | Ergebnisse |
| 2007 | 11.   | Junioren-EM (Cadets) in Warschau              | bis 56 kg      | Siegerin: Henna Johansson, Schweden vor Anastasija Grigorjeva, Lettland                                                   |
| 2008 | 10.   | EM in Tampere                                 | bis 59 kg      | nach einer Niederlage gegen Tatjana Bochan, Weißrussland                                                                  |
| 2008 | 5.    | Junioren-EM in Kosice                         | bis 59 kg      | Siegerin: Agata Pietrzyk, Polen vor Sona Ahmadli, Aserbaidschan                                                           |
| 2008 | 14.   | Junioren-WM in Istanbul                       | bis 59 kg      | nach Niederlagen gegen Anastassija Brattschikowa, Russland und Aischan Ismagulowa, Kasachstan                             |
| 2009 | 17.   | Großer Preis von Deutschland in Dormagen      | bis 55 kg      | Siegerin: Tonya Verbeek, Kanada vor Natalja Golz, Russland                                                                |
| 2009 | 12.   | Junioren-EM in Tiflis                         | bis 55 kg      | Siegerin: Maria Gurowa, Russland vor Anastasija Grigorjeva                                                                |
| 2009 | 10.   | Junioren-WM in Ankara                         | bis 59 kg      | nach einer Niederlage gegen Schuyler Brown, USA                                                                           |
| 2010 | 13.   | EM in Tampere                                 | bis 63 kg      | nach einer Niederlage gegen Monika Ewa Michalik, Polen                                                                    |
| 2010 | 5.    | Junioren-EM in Samokow/Bulgarien              | bis 63 kg      | Siegerin: Aline Focken, Deutschland vor Irina Schuschko, Russland                                                         |
| 2010 | 12.   | Junioren-WM in Budapest                       | bis 63 kg      | nach einer Niederlage gegen Irene Garcia Garrido, Spanien                                                                 |
| 2011 | 11.   | "Alexander-Medwed"-Preis in Minsk             | bis 63 kg      | Siegerin: Ljubow Michailowna Wolossowa, Russland vor Laura Skujina, Lettland                                              |
| 2011 | 19.   | EM in Dortmund                                | bis 63 kg      | nach einer Niederlage gegen Maria Diana, Italien                                                                          |
| 2011 | 10.   | Poland-Open in Ratibor                        | bis 63 kg      | Siegerin: Anastassija Bratschikowa vor Audrey Prieto, Frankreich                                                          |
| 2011 | 36.   | WM in Istanbul                                | bis 63 kg      | nach einer Niederlage gegen Monika Ewa Michalik                                                                           |
| 2012 | 7.    | "Dan Kolow & Nikola Petrow"-Memorial in Sofia | bis 63 kg      | Siegerin: Johanna Mattsson vor Henna Johansson, beide Schweden                                                            |
| 2012 | 5.    | Intern. Turnier in Kiew                       | bis 67 kg      | Siegerin: Nadeschda Semenzowa, Aserbaidschan vor Swetlana Babuschkina, Russland                                           |
| 2012 | 9.    | EM in Belgrad                                 | bis 67 kg      | nach einem Sieg über Irene Garcia Garrido und Niederlagen gegen Henna Johansson und Kristine Odrina Orbowa, Lettland      |
| 2012 | 12.   | Olympia-Qualif.-Turnier in Helsinki           | bis 63 kg      | nach einem Sieg über Dailare Gomes dos Reis, Brasilien und einer Niederlage gegen Agoro Papvasileiou, Griechenland        |
| 2012 | 5.    | Poland-Open in Ratibor                        | bis 63 kg      | Siegerin: Anastasija Grigorjeva vor Anastassia Huchok, Weißrussland                                                       |
| 2012 | 3.    | "Alexander-Medwed"-Preis in Minsk             | bis 67 kg      | hinter Laura Skujina und Julia Pronzewitsch, Russland                                                                     |
| 2012 | 10.   | WM in Strathcona County/Kanada                | bis 67 kg      | nach einer Niederlage gegen Daria Chamdijewa, Kasachstan                                                                  |
| 2012 | 1.    | Concordia-Invitational                        | bis 67 kg      | vor Val Mapplebeck und Lorena Ellis, beide Kanada                                                                         |
| 2013 | 1.    | Guelph-Open                                   | bis 67 kg      | vor Elena Piroschkowa, USA und Jamie Herrington, Kanada                                                                   |
| 2013 | 1.    | Brock-Open                                    | bis 67 kg      | vor Marissa Sorrell und Olivia DiBacco, beide Kanada                                                                      |
| 2013 | 1.    | Flatz-Open in Wolfurth/Österreich             | bis 63 kg      | vor Monika Ewa Michalik und Nadine Weinauge, Deutschland                                                                  |
| 2013 | 1.    | Intern. Turnier in Kiew                       | bis 63 kg      | vor Paulina Grabowska, Polen, Angela Fomenko, Russland und Monika Ewa Michalik                                            |
| 2013 | 2.    | EM in Tiflis                                  | bis 67 kg      | nach Siegen über Dschanan Manolowa, Bulgarien und Aline Focken und einer Niederlage gegen Alina Stadnyk-Machynja, Ukraine |
| 2013 | 8.    | Großer Preis von Deutschland in Dormagen      | bis 67 kg      | nach Sieg über Mathilia Bounxoisana, Frankreich und Niederlage gegen Alina Focken                                         |
| 2013 | 1.    | Golden-Grand-Prix in Sassari                  | bis 67 kg      | vor Kitti Godo, Ungarn und E. Youssef, Ägypten                                                                            |
| 2013 | 24.   | WM in Budapest                                | bis 72 kg      | nach einer Niederlage gegen Hiroe Suzuki, Japan                                                                           |
| 2014 | 2.    | Golden-Grand-Prix in Paris                    | bis 69 kg      | hinter Swetlana Sajenko, Moldawien, vor Dalma Caneva, Italien und Julia Salata, USA                                       |

Erläuterungen
- alle Wettkämpfe im freien stil
- WM = Weltmeisterschaft, EM = Europameisterschaft